# Théâtre de l'Apollo
L'Apollo o Théâtre de l'Apollo va ser una sala de music-hall de París situada en el número 20 del carrer de Clichy. L'actriu Jane Marnac, el seu marit Keith Trevor i Camille Wyn van dirigir-lo entre 1929 i 1930.
Entre d'altres, algunes creacions com La Veuve joyeuse (Franz Lehár) i Rêve de Valse (Oscar Straus) van ser estrenades en aquest teatre. El cantant de tangos Carlos Gardel va fer el seu debut parisenc en aquesta sala.